# Campaspe River (Victoria)
Pour les articles homonymes, voir Campaspe River.
La Campaspe River est un affluent du fleuve Murray long de 232 km qui coule dans l'état du Victoria. Elle doit son nom au major Mitchell qui, en 1836, lui a donné le nom de Campaspe, une maîtresse d'Alexandre le Grand. La rivière était connue sous le nom de yalooka par les populations locales autochtones de la région de Rochester.

## Géographie
Elle prend sa source dans la forêt de Wombat, sur les pentes de la Red Hill, au nord-ouest de Bullengarook et au sud-ouest de Macedon, non loin du terrain de camping local et du quartier historique. Elle coule d'abord vers l'ouest vers Woodend et Kyneton. La Calder Highway traverse la rivière  à ce niveau.
Sur son cours moyen, se trouve le lac Eppalock, un lac de barrage artificiel. La Coliban, l'affluent le plus important de la Campaspe, se jette également dans le lac.
Les localités situées sur la rivière dans cette région sont Redesdale, située juste en amont du lac et Axedale, située juste en aval, là où la McIvor Highway traverse la rivière.
Les villes de Elmore et Rochester se trouvent sur la portion inférieure de la rivière. La Midland Highway et la Northern Highway traversent la rivière à Elmore.
Elle se jette dans le Murray près de la ville d'Echuca.

## Histoire naturelle
Les Aborigènes vivent dans son bassin depuis des millénaires.
Les Européens sont arrivés dans sa partie supérieure en 1834.
Après la colonisation européenne, la végétation indigène a été retirée d'une partie de la zone amont et elle a été remplacée par des saules et des haies d'aubépine, dont il reste quelques-unes de ces dernières aujourd'hui.
Depuis un certain nombre d'années, les saules ont été progressivement arrachés par des groupes locaux de bénévoles. Les zones dégagées ont été ensuite replantées avec des espèces indigènes. Des sentiers et des pistes cyclables ont été installés le long d'une berge de la rivière, créant un lieu de loisirs pour la ville de Kyneton.